# Rafael Aguilera

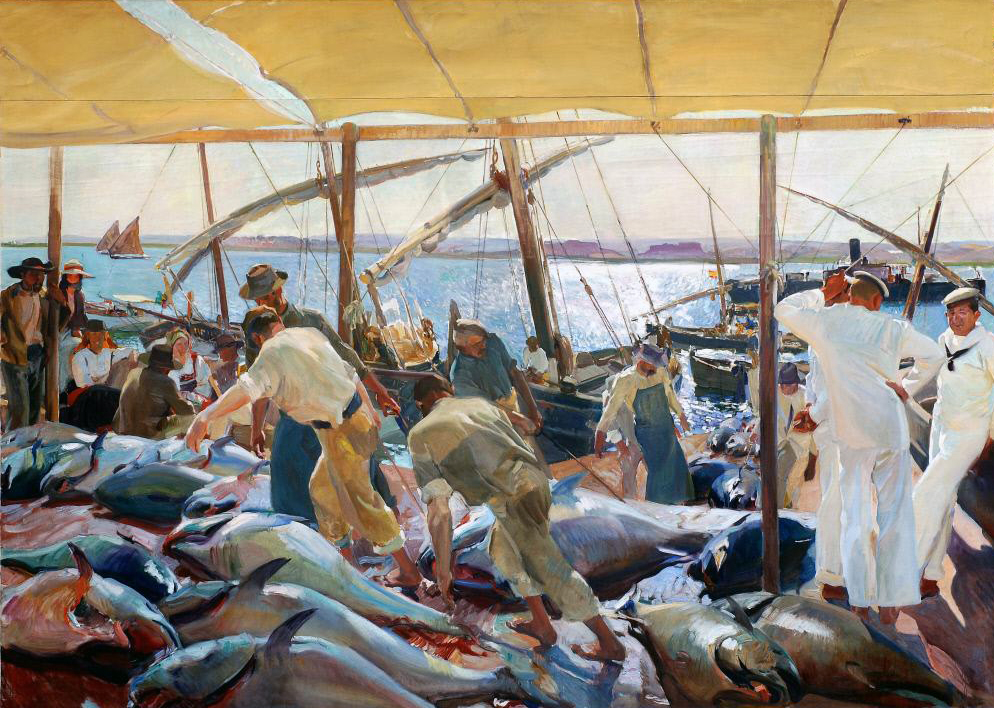
Pesca del atún de Joaquín Sorolla (1919), obra que ejerció gran influencia en la pintura de Rafael Aguilera.

Rafael Aguilera (Ayamonte, Huelva; 1903 - Íd, 1998) fue un pintor español de estilo naif, corriente artística caracterizada por la ingenuidad y espontaneidad, el autodidactismo de los artistas, los colores brillantes y la perspectiva no científica.

## Biografía
La mayor parte de su vida transcurrió en la localidad de Ayamonte en la provincia de Huelva, Comunidad autónoma de Andalucía, España. Desde muy joven se sintió atraído por la pintura, aunque no recibió nunca una formación reglada, desarrolló un estilo propio de forma autodidacta. En 1919, con tan solo 16 años entró en contacto con Joaquín Sorolla que se encontraba en Ayamonte pintando uno de los lienzos de la serie Visión de España realizados por encargo de la Hispanic Society de Nueva York. Sorolla alabó el trabajo de Rafael Aguilera y destacó las  aptitudes de aquel joven para el arte. 
Sin embargo debido a su actividad profesional, no pudo dedicarse plenamente a la pintura hasta avanzada edad, por lo que gran parte de su obra la realizó a partir de los 80 años. Sus temas preferidos son de tipo costumbrista, destacando las representaciones de fiestas populares, temas taurinos y vistas de la playa de Ayamonte en la desembocadura del Río Guadiana.
Su hijo Florencio Aguilera (Ayamonte, 1947) es también un pintor de prestigio que continúa la tradición familiar y recibió en el año 2012 la medalla de Andalucía en reconocimiento a su obra.

## Obras
Su obra que ha sido catalogada como naif, se caracteriza su gran originalidad, rigor en la ejecución, alegre colorido, rasgos caricaturescos de los personajes representados y gran riqueza de elementos ambientales y decorativos. Sus pinturas retratan festejos populares, espectáculos y acciones cotidianas, por lo que pueden considerarse como testimonio o crónica de la vida en su ciudad.
- La cuadrilla.
- Concedida la oreja (1981)
- Homenaje a Vázquez Díaz (1982)
- El palco de los artistas en La Maestranza (1986)
- Miguelito El Litri en Ayamonte (1987)
- Esperando a Sorolla.
- Descabezador de atunes.
- La casa del marinero.
- Hacia el Rocio.